# 아카데미 (기업)
아카데미(Academi)는 1997년 네이비 실 퇴역장교인 에릭 프린스(Erik Prince)와 앨 클라크(Al Clark)에 의해 블랙워터 USA라는 이름으로 설립된 민간 군사 기업이다. 처음에는 '블랙워터 월드와이드'로 설립되었으나, 2009년 2월 13일에 사명을 "Xe"로 변경하였다. 아카데미는 이후 경쟁사 트리플 캐노피와 합병하여 컨스텔리스 그룹의 일원이 된다. 2007년 이라크 전쟁때 바그다드에서 14명의 민간인을 학살해 미국 법원에서 유죄를 선고받은 일로 악명이 높다.

## 전쟁 범죄 행위
2007년 10월, 블랙워터 바그다드 총격사건으로 이라크 바그다드에서 민간인 17명을 사살하고 20명을 부상시켰다. 당시 블랙워터 대원들은 “그들이 먼저 공격했다”며 정당방위라고 주장했지만, 민간인의 선제공격은 없었던 것으로 알려졌다. 2012년 벌금으로 750만 달러를 지급하기로 합의했으나 혐의 대부분은 직원들이 국방부 지시에 따른 것으로 기각되고 소수 인원에 대해 재판이 진행 중이다.

## 국무부 조사단장 살해 위협
국무부는 블랙워터의 민간인 사살 사건이 벌어지기 약 2주전 용역계약 이행 상황을 점검하기 위해 2007년 8월 1일 한달 일정으로 조사요원 2명을 이라크로 파견했다. 조사단은 블랙워터가 직원 수 부풀리기 등을 통해 비용을 과다 청구하는가 하면 각종 안전규칙을 줄줄이 위반한 사실 등을 파악했고, 블랙워터의 이라크 지사장을 직접 만나 해명을 요구했다. 뉴욕타임스는 "잔 릭터 조사단장과 만난 대니얼 캐롤 지사장은 '지금 당장에라도 당신을 죽일 수도 있다. 우리는 이라크에 있기 때문에 당신을 죽인다 해도 아무 일도 없을 것'이라고 위협했다"고 전했다. 결국 위협을 느낀 조사단은 예정을 1주일 이상 앞당겨 서둘러 귀국했다. 하지만 국무부는 당시 아무런 제재 조처도 내리지 않았다.

## 우크라이나 사태 개입설
우크라이나 분리주의 친러세력의 진압작전에도 투입됐다. 독일 신문 빌트의 일요판인 '빌트 암 존탁'은 독일 연방정보국의 보고를 전하면서 미국 민간 용병 회사 '아카데미'(Academi) 요원 약 400명이 친러세력 진압작전에 참여하고 있다고 보도했다.
또 러시아 정부는 지난 3월 미국의 용병이 우크라이나에 도착했다고 주장했고, 최근 슬라뱐스크의 친러 분리주의 민병대는 여러 주파수대에서 정부군 쪽 군인들이 영어로 교신하는 기록을 확보했다고 강조했다.

## 관련보도
2017년 8월, 에릭 프린스(Erik Prince) 아카데미사 대표는 미국 정부에 자사가 아프가니스탄 정규군을 교육, 아프간 반군세력인 탈레반과 싸울 수 있도록 전력을 강화시키겠다는 제안서를 제출했다. 이 제안서에 따르면 2년간 이 프로그램을 운영할 경우, 미국은 최소 5000명의 병력과 100여대의 항공기, 연간 100억달러(한화 약 11조3800억원)의 예산을 절감할 수 있다고 나왔다.

## 같이 보기
- 군수산업
- 엑스큐티브 아웃컴즈
- 바그너 그룹